# Diolenius amplectens
Diolenius amplectens là một loài nhện trong họ Salticidae.
Loài này thuộc chi Diolenius. Diolenius amplectens được Tord Tamerlan Teodor Thorell miêu tả năm 1881.